# Lijst van Britse beeldhouwers

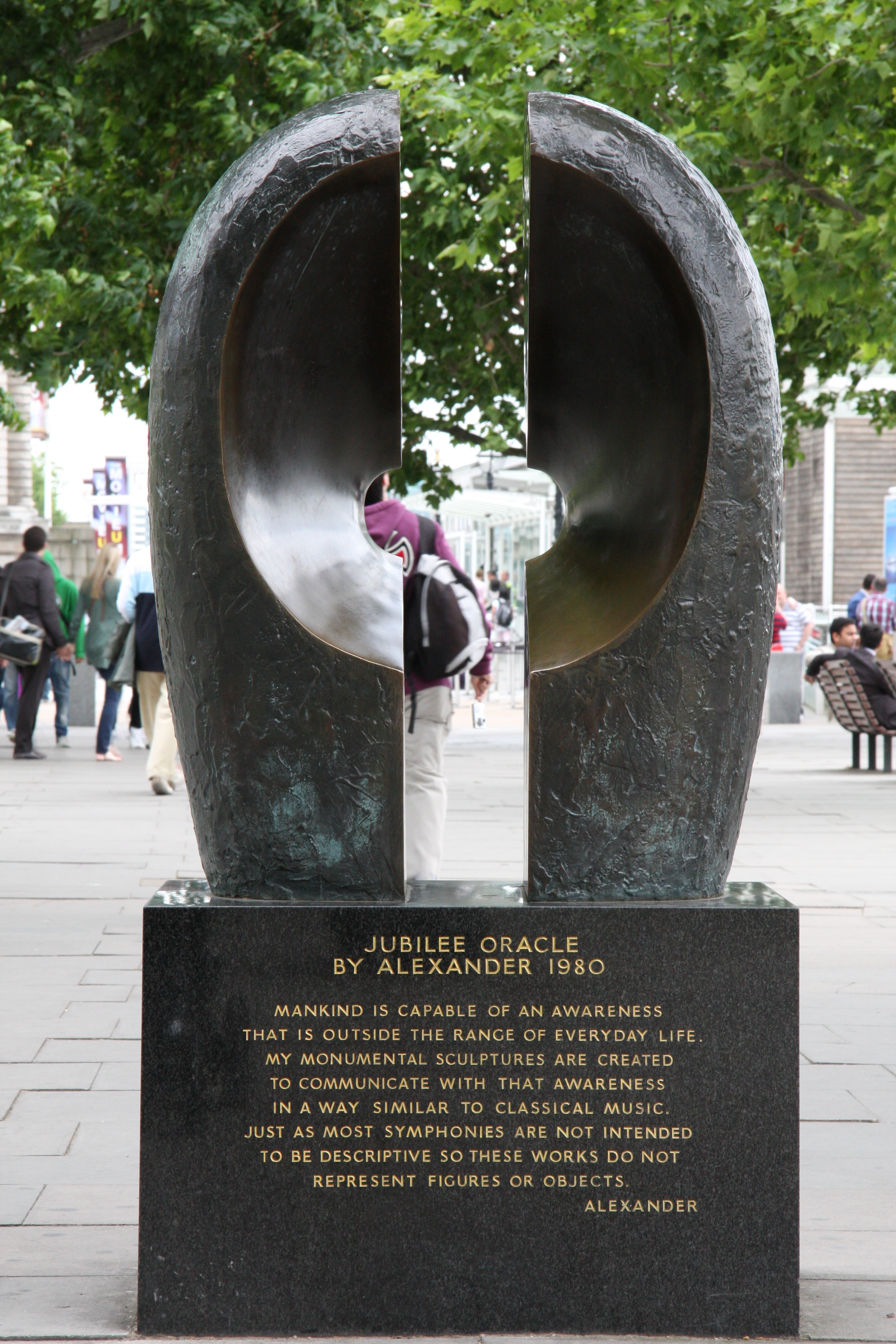
Alexander: Jubilee Oracle (1979/1980), Londen

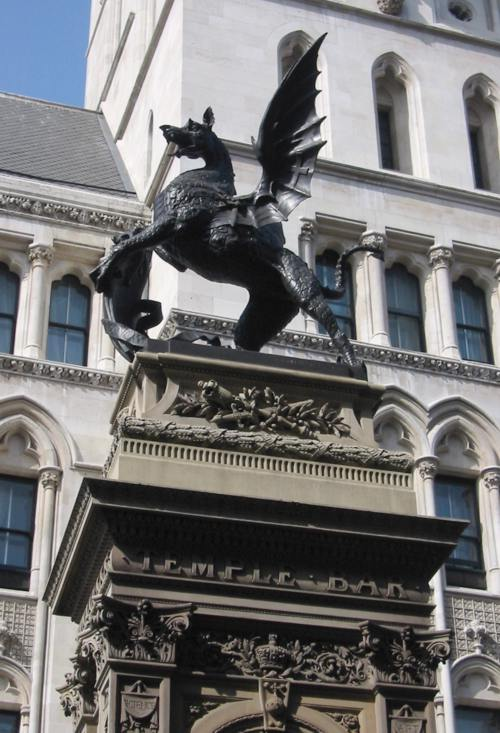
Charles Bell Birch: Griffioen (1880), Londen

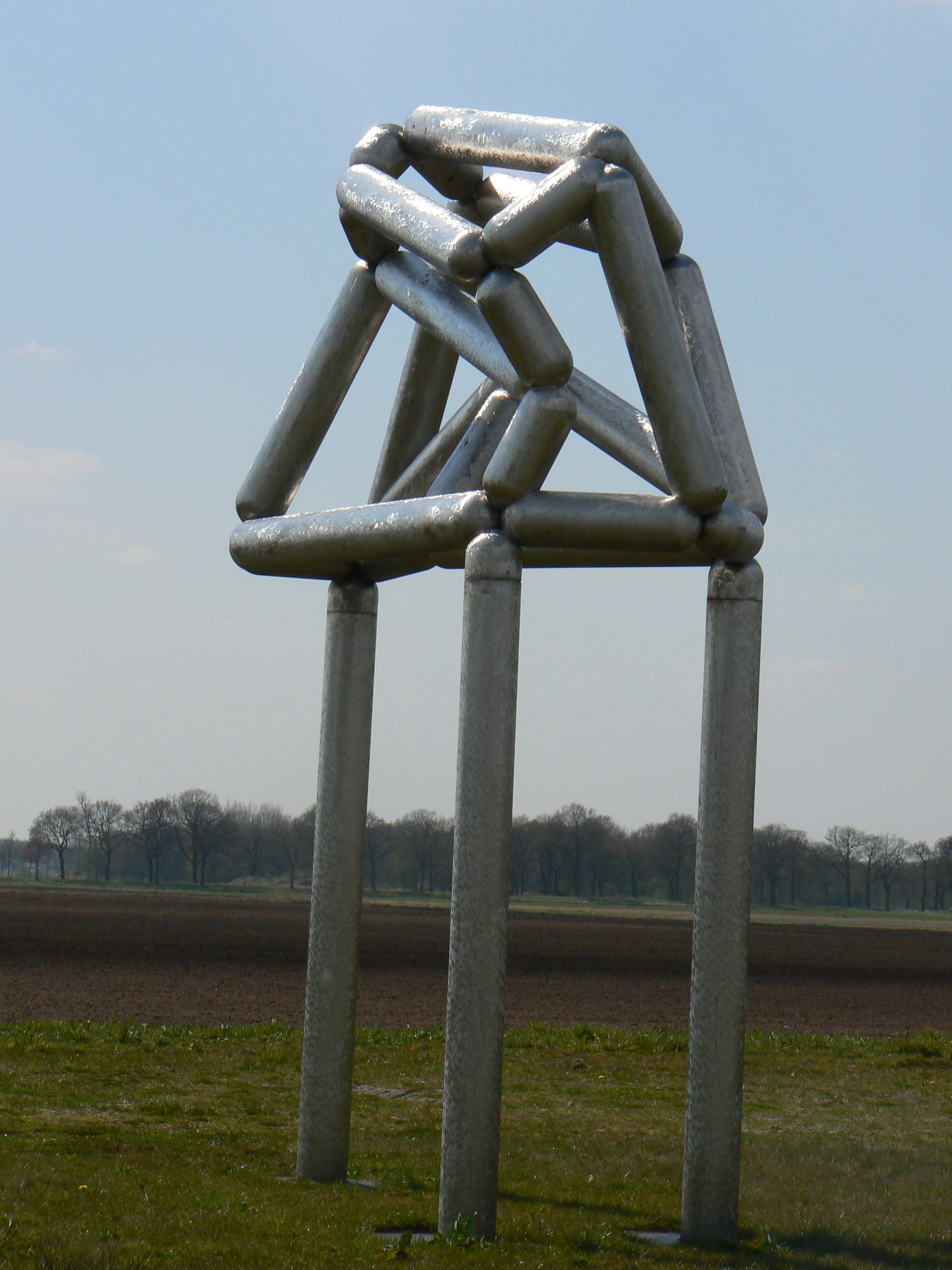
Richard Deacon: The Same But Different ,N381 Emmen (Drenthe)

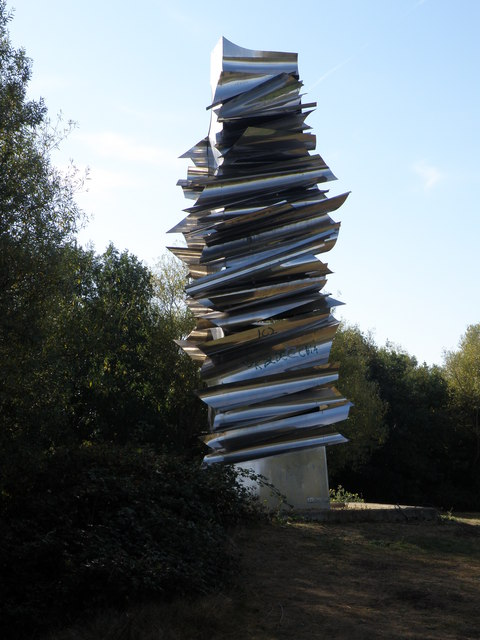
Robert Erskine: Power Rhythm in Petersborough

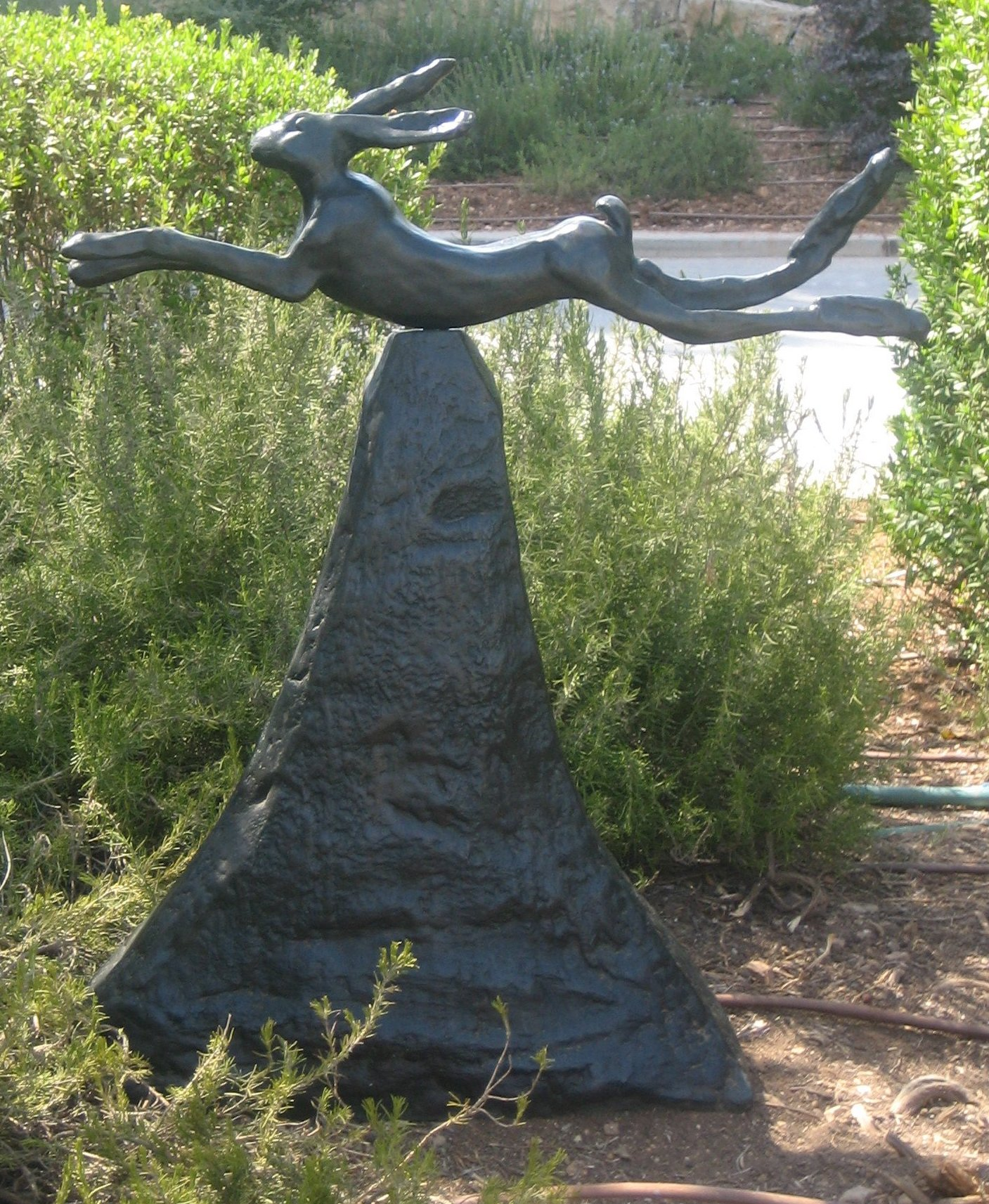
Barry Flanagan: Untitled (1990) Billy Rose Art Garden, Jeruzalem

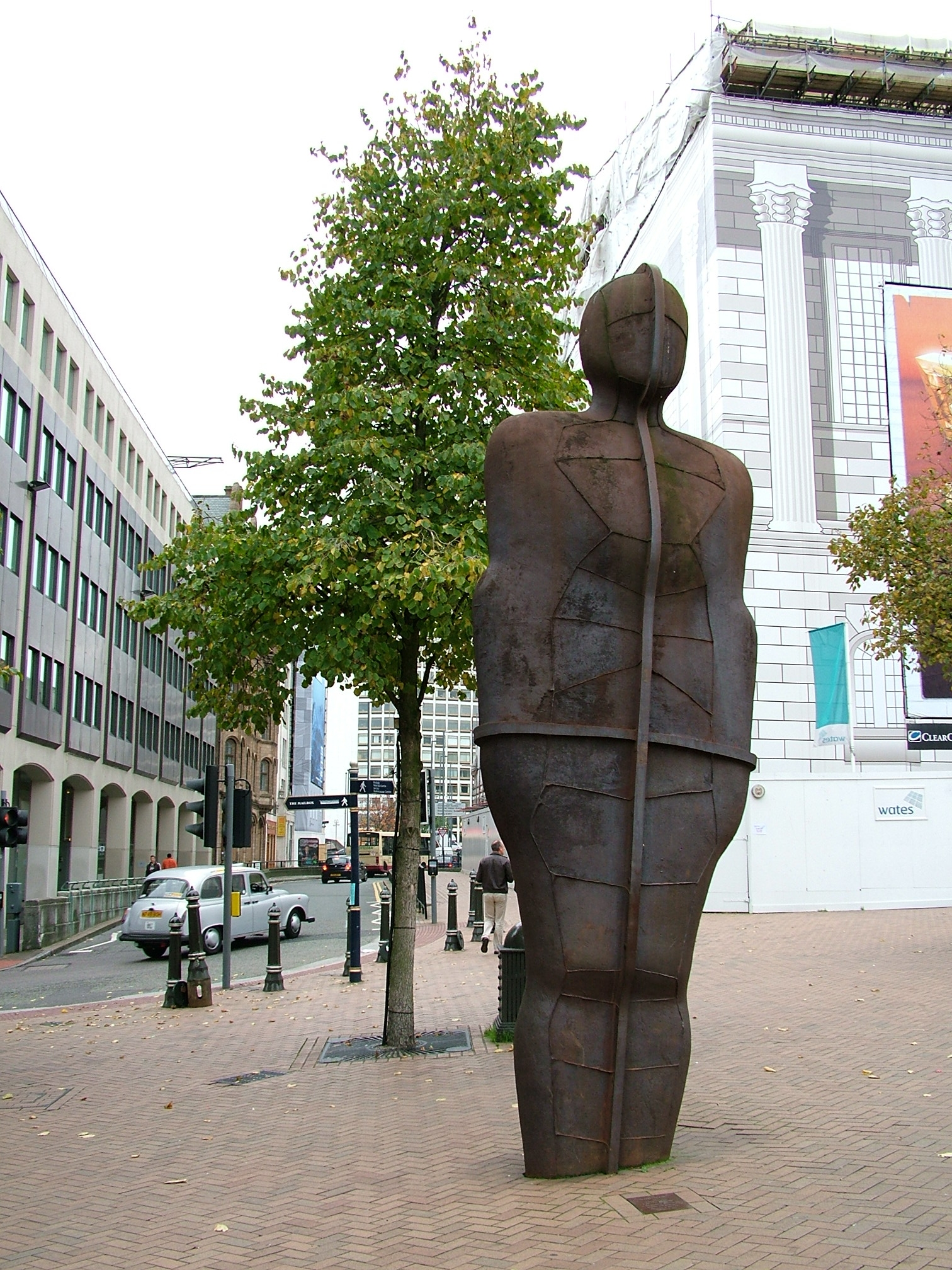
Antony Gormley: Iron: Man, in Birmingham

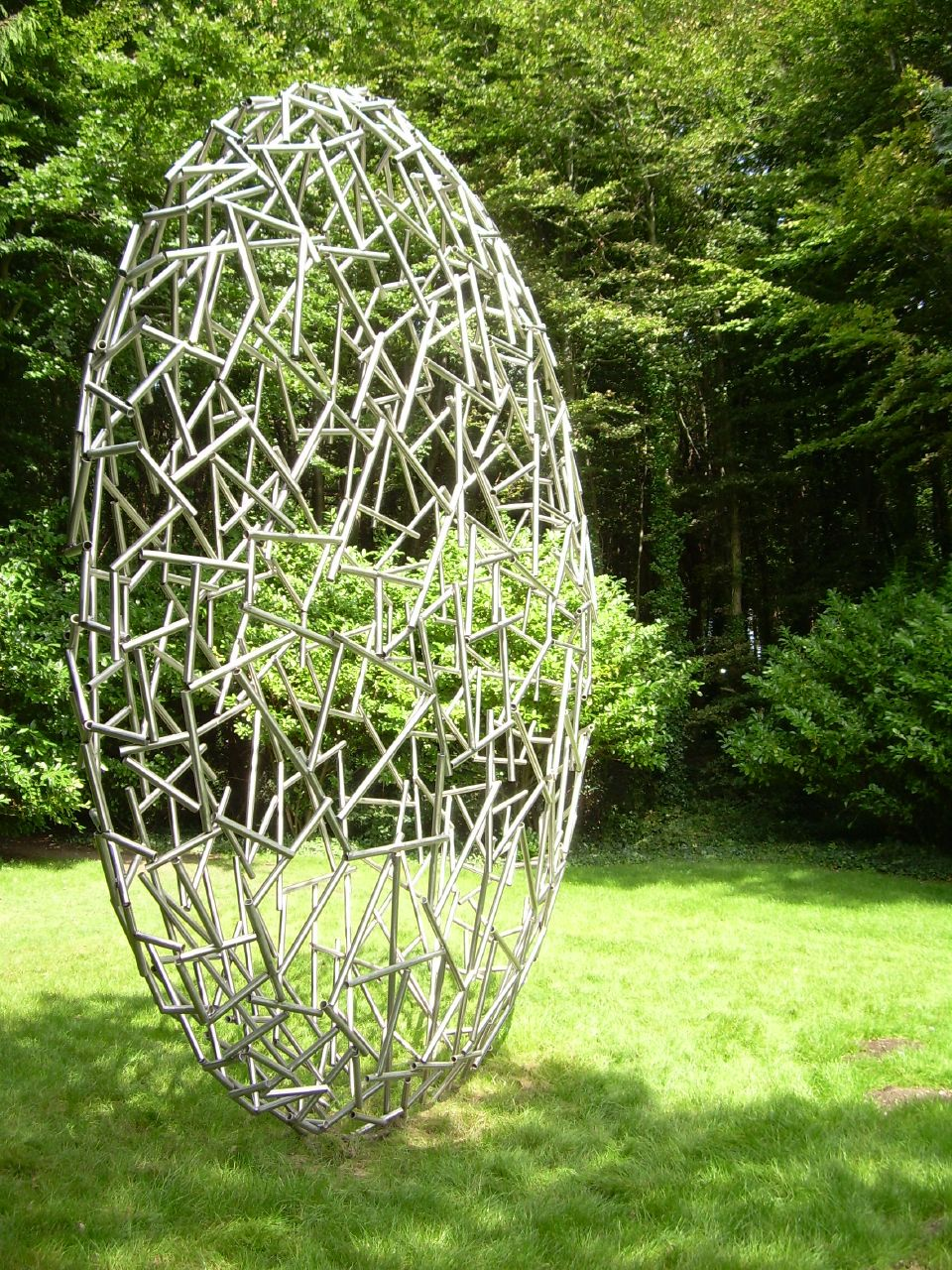
Julian Wild: System No. 19 (2007), Cass Sculpture Foundation in Goodwood bij Chichester (West Sussex)

Dit is een lijst van Britse beoefenaars van de beeldhouwkunst met een artikel op Wikipedia, gerangschikt op alfabet.

## A
- Alexander
- David Annesley
- Michael Dan Archer
- Kenneth Armitage
- Michael Ayrton

## B
- Franta Belsky
- Charles Bell Birch
- Hamish Black
- Michael Bolus
- Stephen Broadbent
- Reg Butler

## C
- Anthony Caro
- Lynn Chadwick
- John Clinch
- Stephen Cox (beeldhouwer)
- Tony Cragg

## D
- Richard Deacon
- Frank Owen Dobson

## E
- Jacob Epstein
- Robert Erskine
- David Evison

## F
- Ian Hamilton Finlay
- Barry Flanagan
- George Frampton
- Hannah Frank
- Helen Frik
- Elisabeth Frink

## G
- Grinling Gibbons
- Stephen Gilbert
- Eric Gill
- Andy Goldsworthy
- David Goode
- Antony Gormley

## H
- Nigel Hall
- Richard Harris
- Barbara Hepworth
- Nicola Hicks

## J
- Philip Jackson
- Adrian Jones

## K
- Anish Kapoor
- David Kemp
- Phillip King
- Rick Kirby

## M
- David Mach
- Raymond Mason
- Sally Matthews
- Bernard Meadows
- Keith Milow
- Henry Moore
- Marlow Moss

## N
- David Nash
- Oscar Nemon
- Joseph Nollekens

## P
- Eduardo Paolozzi
- Thom Puckey
- Tessa Pullan
- William Pye

## Q
- Marc Quinn

## R
- Ronald Rae
- Peter Randall-Page
- Betty Rea
- Colin Rose

## S
- Bernard Schottlander
- Benno Schotz
- Kathleen Scott
- Tim Scott
- Anthony Smith

## T
- Jason deCaires Taylor
- Wendy Taylor
- Alan Thornhill
- William G. Tucker
- William Turnbull

## W
- André Wallace
- Ian Walters
- Julian Wild
- Isaac Witkin
- Bill Woodrow